# McCowan (Toronto Subway)

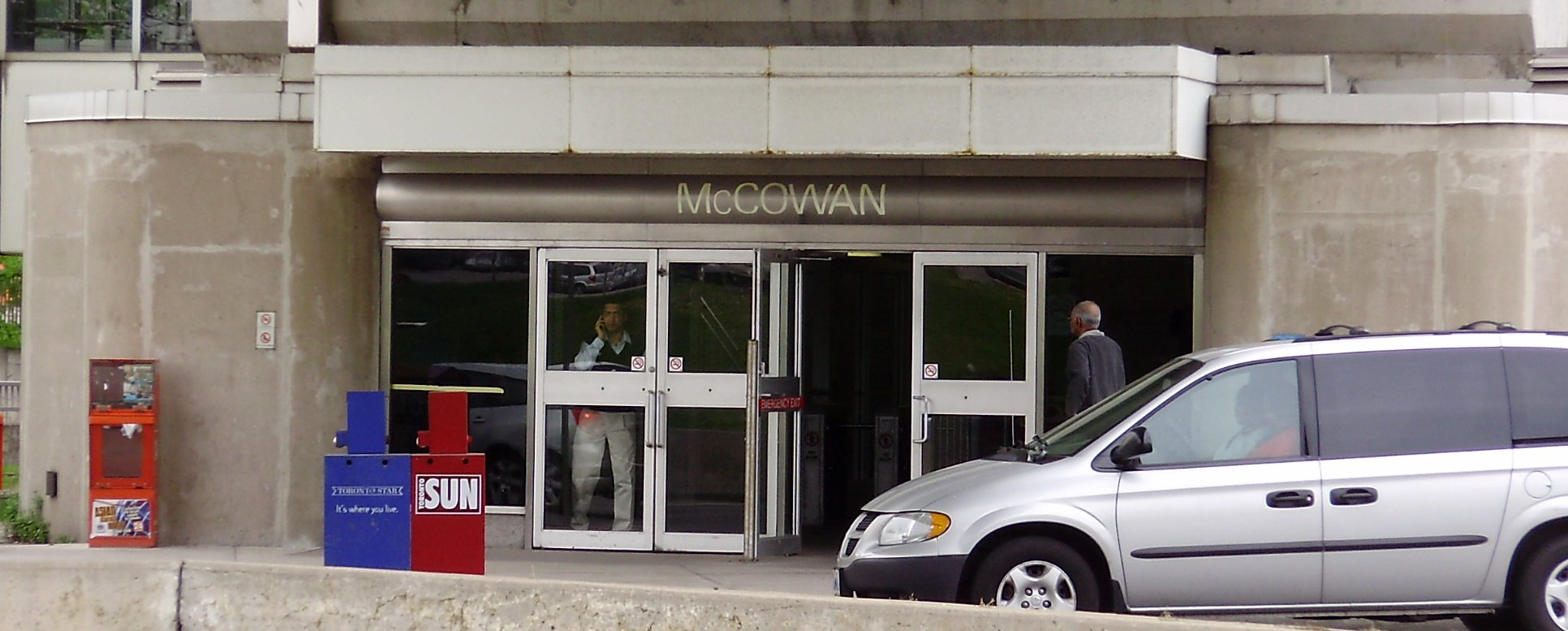
Eingang zur Station McCowan

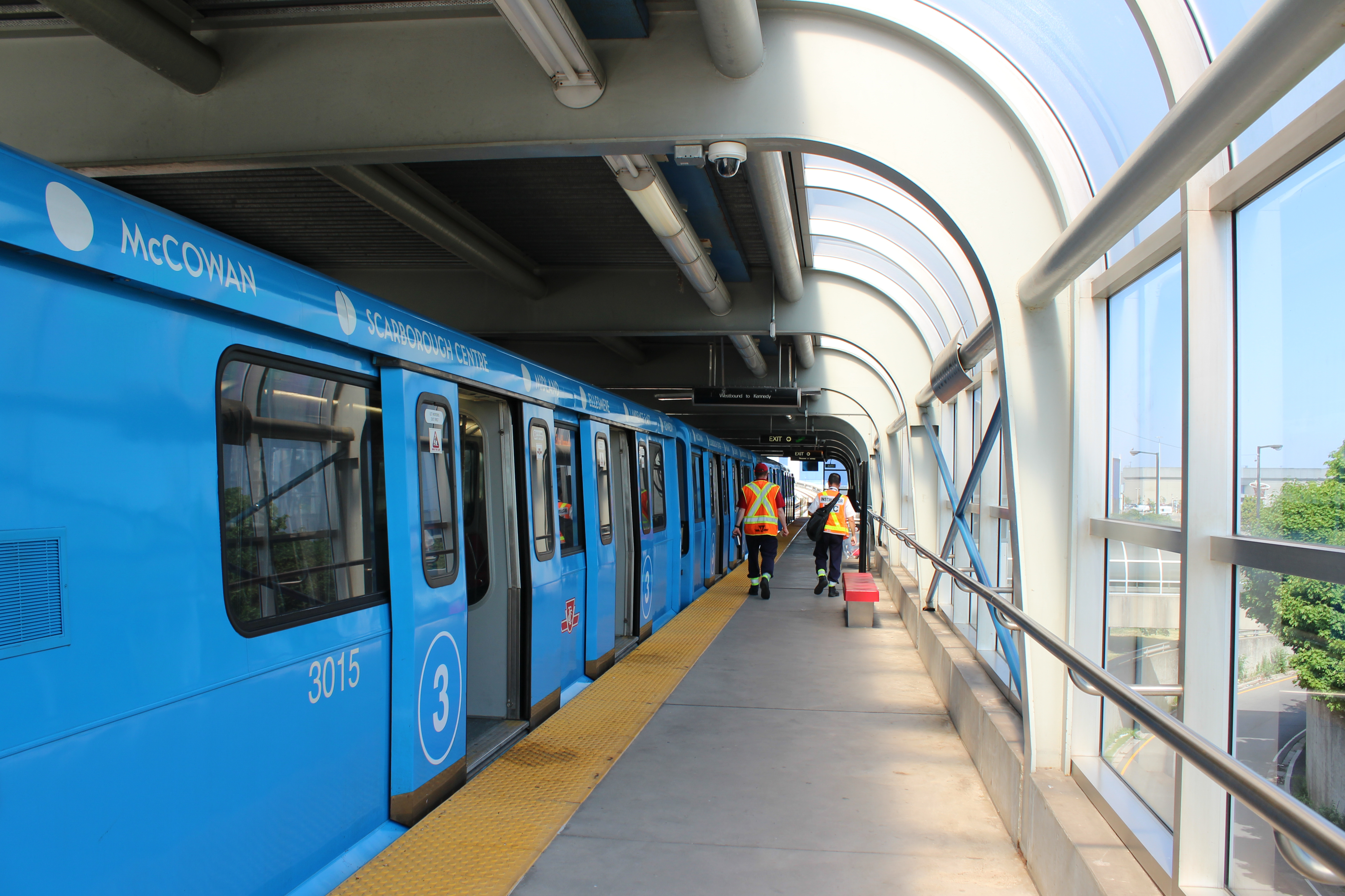
Blick auf den Bahnsteig

McCowan war eine oberirdische U-BahnhofU-Bahn-Station in Toronto. Sie war die östliche Endstation der Scarborough-Linie und lag an der Kreuzung von McCowan Road und Bushby Drive. Die Station besaß Seitenbahnsteige und wird täglich von durchschnittlich 3.860 Fahrgästen genutzt (2018), womit sie zu den am schwächsten frequentierten des Subway-Netzes gehörte. Der Bahnhof wurde 2023 geschlossen.
Die geringe Auslastung hängte damit zusammen, dass die nahe gelegene Station Scarborough Centre als Nahverkehrsknoten konzipiert war und somit weitaus mehr Verkehr anziehen würde. Die Strecke verlief in diesem Bereich auf einem Viadukt, senkte sich östlich der Station auf Bodenhöhe und endete in der Abstell- und Wartungsanlage McCowan Yard. Hauptuntersuchungen wurden dort nicht durchgeführt. Die Züge würden in solchen Fällen aufgrund der abweichenden Spurweite per LKW zur Hauptbetriebswerkstatt Greenwood Yard transportiert. In McCowan bestanden Umsteigemöglichkeiten zu mehreren Buslinien der Toronto Transit Commission.
Die Eröffnung der Station erfolgte am 24. März 1985, zusammen mit der gesamten Scarborough-Linie zwischen Kennedy und McGowan. In einem zweiten Schritt sollte die von Linearmotor-Zügen befahrene Strecke in den Stadtteil Malvern verlängert würden, wofür ein Korridor entlang einer stillgelegten Bahnstrecke bereitgestanden hätte. Das Vorhaben wurde jedoch 1995 endgültig zu den Akten gelegt. Gemäß aktuellen Planungen wird die Scarborough-Linie durch eine Verlängerung der Bloor-Danforth-Linie ersetzt werden, jedoch auf einer anderen Route. Nach einer Entgleisung am 24. Juli 2023 wurden die Scarborough-Linie und diese Station dauerhaft geschlossen.